# Gouka
Gouka är en ort i Benin. Den ligger i den södra delen av landet, 190 km norr om huvudstaden Porto-Novo. Gouka ligger 245 meter över havet och antalet invånare är 13 765.
Terrängen runt Gouka är huvudsakligen platt. Gouka ligger uppe på en höjd som går i nord-sydlig riktning. Gouka är det största samhället i trakten. 
Omgivningarna runt Gouka är en mosaik av jordbruksmark och naturlig växtlighet. Runt Gouka är det ganska glesbefolkat, med 38 invånare per kvadratkilometer.